# Paul Rudd
Paul Stephen Rudd (nascut el 6 d'abril de 1969) és un actor nord-americà. Va estudiar teatre a la Universitat de Kansas i a l'Acadèmia Americana d'Arts Dramàtiques, abans de debutar com a actor el 1991. Va rebre una estrella al Passeig de la Fama de Hollywood el juliol de 2015. Va ser nomenat un dels 100 celebritats de Forbes el 2019. El 2021, va ser nomenat "l'home viu més sexy" de la revista People.
Entre les seves pel·lícules inclouen Clueless (1995), Halloween: The Curse of Michael Myers (1995), Romeo + Juliet (1996), Wet Hot American Summer (2001), Anchorman: The Legend of Ron Burgundy (2004), The 40-Year-Old Virgin (2005), Knocked Up (2007), This Is 40 (2012) i Ghostbusters: Afterlife (2021). Actualment interpreta Ant-Man al Marvel Cinematic Universe, començant amb Ant-Man (2015). També va proporcionar la veu de John a la pel·lícula Nerdland (2016).
A més de la seva carrera cinematogràfica, Rudd ha aparegut en nombrosos programes de televisió, inclosa la sitcome de la NBC Friends com a Mike Hannigan, juntament amb papers de convidat a Tim and Eric Awesome Show, Great Job!, Reno 911! i Parks and Recreation, i també ha acollit Saturday Night Live diverses vegades. Va protagonitzar un doble paper a la sèrie de comèdia de Netflix Living with Yourself, que li va valer una nominació al Globus d'Or al millor actor - Sèrie de televisió musical o comèdia. Va protagonitzar la minisèrie The Shrink Next Door (2021).

## Filmografia

### Cinema
| Any  | Títol                                                  | Rol                     | Notes                             |
| ---- | ------------------------------------------------------ | ----------------------- | --------------------------------- |
| 1995 | Clueless                                               | Josh                    |                                   |
| 1995 | Halloween: The Curse of Michael Myers                  | Tommy Doyle             | Acreditat com a Paul Stephen Rudd |
| 1996 | Romeo + Juliet                                         | Dave Paris              |                                   |
| 1996 | The Size of Watermelons                                | Alex                    |                                   |
| 1997 | The Locusts                                            | Earl                    |                                   |
| 1998 | Overnight Delivery                                     | Wyatt Trips             |                                   |
| 1998 | The Object of My Affection                             | George Hanson           |                                   |
| 1999 | 200 Cigarettes                                         | Kevin                   |                                   |
| 1999 | The Cider House Rules                                  | Wally Worthington       |                                   |
| 2000 | Gen-Y Cops                                             | Ian Curtis              |                                   |
| 2001 | Wet Hot American Summer                                | Andy                    |                                   |
| 2001 | Reaching Normal                                        | Kenneth                 |                                   |
| 2001 | The Château                                            | Graham Granville        |                                   |
| 2003 | The Shape of Things                                    | Adam Sorenson           |                                   |
| 2003 | Two Days                                               | Paul Miller             |                                   |
| 2003 | House Hunting                                          | Daniel                  | Cortometraje                      |
| 2004 | Anchorman: The Legend of Ron Burgundy                  | Brian Fantana           |                                   |
| 2004 | P.S.                                                   | Sammy Silverstein       |                                   |
| 2004 | Wake Up, Ron Burgundy: The Lost Movie                  | Brian Fantana           |                                   |
| 2005 | The Baxter                                             | Dan Abbott              |                                   |
| 2005 | The 40-Year-Old Virgin                                 | David                   |                                   |
| 2005 | Tennis, Anyone...?                                     | Lance Rockwood          |                                   |
| 2006 | The Oh in Ohio                                         | Jack Chase              |                                   |
| 2006 | Diggers                                                | Hunt                    |                                   |
| 2006 | Night at the Museum                                    | Don                     |                                   |
| 2007 | Reno 911!: Miami                                       | Ethan                   |                                   |
| 2007 | El nòvio de la meva mare (I Could Never Be Your Woman) | Adam Pearl              |                                   |
| 2007 | The Ex                                                 | Leon                    |                                   |
| 2007 | Knocked Up                                             | Pete                    |                                   |
| 2007 | The Ten                                                | Jeff Reigert            | També com a productor             |
| 2007 | Walk Hard: The Dewey Cox Story                         | John Lennon             | Cameo no acreditat                |
| 2008 | Over Her Dead Body                                     | Dr. Henry Mills         |                                   |
| 2008 | Forgetting Sarah Marshall                              | Chuck                   |                                   |
| 2008 | Role Models                                            | Danny Donahue           | També com a guionista             |
| 2009 | I Love You, Man                                        | Peter Klaven            |                                   |
| 2009 | Sesame Street: Being Green                             | Mr. Earth               |                                   |
| 2009 | Monsters vs. Aliens                                    | Derek Dietl             | Voz                               |
| 2009 | Year One                                               | Abel                    | Sense acreditar                   |
| 2010 | Dinner for Schmucks                                    | Tim Conrad              |                                   |
| 2010 | How Do You Know                                        | George Madison          |                                   |
| 2011 | Our Idiot Brother                                      | Ned                     |                                   |
| 2012 | Wanderlust                                             | George                  | També com a productor             |
| 2012 | The Perks of Being a Wallflower                        | Bill Anderson           |                                   |
| 2012 | This Is 40                                             | Pete                    |                                   |
| 2013 | Admission                                              | John                    |                                   |
| 2013 | Prince Avalanche                                       | Alvin                   |                                   |
| 2013 | This Is the End                                        | Ell mateix              | Cameo                             |
| 2013 | All Is Bright                                          | Rene                    |                                   |
| 2013 | Anchorman 2: The Legend Continues                      | Brian Fantana           |                                   |
| 2014 | They Came Together                                     | Joel                    |                                   |
| 2015 | The Little Prince                                      | Mr. Prince              | Voz                               |
| 2015 | Ant-Man                                                | Scott Lang/Ant-Man      | També com a guionista             |
| 2016 | Captain America: Civil War                             | Scott Lang/Ant-Man      |                                   |
| 2016 | The Fundamentals of Caring                             | Ben                     |                                   |
| 2016 | Sausage Party                                          | Darren                  | Veu                               |
| 2016 | Nerdland                                               | John                    | Veu                               |
| 2016 | Rush: Time Stand Still                                 | Narrador                |                                   |
| 2017 | Fun Mom Dinner                                         | Brady                   | També com a productor executiu    |
| 2018 | The Catcher Was a Spy                                  | Moe Berg                |                                   |
| 2018 | A Futile and Stupid Gesture                            | Lawrence «Larry» Kroger | Cameo                             |
| 2018 | Ideal Home                                             | Paul                    |                                   |
| 2018 | Mute                                                   | Cactus Bill             |                                   |
| 2018 | Ant-Man and the Wasp                                   | Ant-Man                 | També com a guionista             |
| 2019 | Avengers: Endgame                                      | Ant-Man                 |                                   |
| 2019 | Between Two Ferns: The Movie                           | Ell mateix              |                                   |
| 2021 | Ghostbusters: Afterlife                                | Sr. Grooberson          |                                   |
| 2022 | Chip 'n Dale: Rescue Rangers                           | Ell mateix              | Cameo                             |
| 2023 | Ant-Man and the Wasp: Quantumania                      | Scott Lang/Ant-Man      |                                   |
| 2024 | Ghostbusters: Frozen Empire                            | Gary Grooverson         |                                   |

### Televisió
| Any          | Títol                                                  | Rol                                        | Notes                                                          |
| ------------ | ------------------------------------------------------ | ------------------------------------------ | -------------------------------------------------------------- |
| 1992–95      | Sisters                                                | Kirby Quimby Philby                        | 20 capítols                                                    |
| 1993         | The Moment of Truth                                    | Scott                                      | Pel·lícula de televisió                                        |
| 1993         | The Fire Next Time                                     | David                                      | Capítol: «Episode Two»                                         |
| 1994         | Runaway Daughters                                      | Jimmy                                      | Pel·lícula de televisió                                        |
| 1994         | Wild Oats                                              | Brian Grant                                | 6 capítols                                                     |
| 1996         | Clueless                                               | Sonny                                      | Capítol: «I Got You Babe»                                      |
| 2000         | Deadline                                               | Zander Price                               | Capítol: «Lovers and Madmen»                                   |
| 2000         | Strangers with Candy                                   | Brent Brooks                               | Capítol: «The Last Temptation of Blank»                        |
| 2002–04      | Friends                                                | Mike Hannigan                              | 18 capítols                                                    |
| 2005         | Stella                                                 | Greg                                       | Capítol: «Office Party»                                        |
| 2006         | Cheap Seats                                            | Dave Penders                               | Capítol: «1996 Spelling Bee: Part 2»                           |
| 2006         | Robot Chicken                                          | Jasper the Douchebag Ghost / Ang Lee (veu) | Capítol: «Book of Corrine»                                     |
| 2006–07      | Reno 911!                                              | Guy Gerricault                             | 5 capítols                                                     |
| 2007         | The Naked Trucker and T-Bones Show                     | Passatger antagonista                      | Capítol: «Gold Watch»                                          |
| 2007         | Veronica Mars                                          | Desmond Fellows                            | Capítol: «Debasement Tapes»                                    |
| 2007         | Hard Knocks: Training Camp with the Kansas City Chiefs | Ell mateix                                 | Narrador                                                       |
| 2008         | Little Britain USA                                     | President francés                          | Capítol: «1.3»                                                 |
| 2008         | Wainy Days                                             | Alies                                      | Capítol: «The Pickup»                                          |
| 2008–22      | Saturday Night Live                                    | Ell mateix                                 | Presentador, 5 capítols                                        |
| 2009         | Delocated                                              | Ell mateix                                 | Capítol: «Pilot»                                               |
| 2009–10      | Party Down                                             | Ell mateix                                 | Cocreador, escritor i productor executiu                       |
| 2011–14      | The Simpsons                                           | Ell mateix                                 | 3 capítols                                                     |
| 2012         | Comedy Bang! Bang!                                     | Ell mateix                                 | Capítol: «Paul Rudd Wears A Red Lumberjack Flannel Shirt»      |
| 2012         | Louie                                                  | Ell mateix                                 | Capítol: «Late Show: Part 3»                                   |
| 2012         | Tim and Eric Awesome Show, Great Job!                  | Ell mateix                                 | Capítol: «Man Milk»                                            |
| 2012–15      | Parks and Recreation                                   | Bobby Newport                              | 5 capítols                                                     |
| 2013         | Burning Love                                           | Nate                                       | 3 capítols                                                     |
| 2015         | The Jack and Triumph Show                              | Ell mateix                                 | Capítol: «Coffee»                                              |
| 2015         | Moone Boy                                              | George Gershwin                            | Capítol: «Gershwin's Bucket List»                              |
| 2015         | Wet Hot American Summer: First Day of Camp             | Andy                                       | 8 capítols                                                     |
| 2015         | Neon Joe, Werewolf Hunter                              | Ell mateix                                 | Capítol: «Made Ya Look»                                        |
| 2016         | Bob's Burgers                                          | Jericho veu                                | Capítol: «The Horse Rider-er»                                  |
| 2016         | Travel Man                                             | Ell mateix                                 | Capítol: «48 Hours in Helsinki»                                |
| 2017         | Nightcap                                               | Ell mateix                                 | Capítol: «Go-Fund Yourself»                                    |
| 2017         | Wet Hot American Summer: Ten Years Later               | Andy                                       | 6 capítols                                                     |
| 2018         | iZombie                                                | Ell mateix (cameo de veu)                  | Capítol: «And He Shall Be A Good Man»                          |
| 2019         | Living with Yourself                                   | Miles Elliot                               | També productor executiu                                       |
| 2020         | Saturday Night Live                                    | Ell mateix                                 | Convidat; Sketch de Cousin Mandy; Capítol: "Brad Pitt"         |
| 2020         | Last Week Tonight with John Oliver                     | Ell mateix                                 | Vídeo que refuta les teories de la conspiració del coronavirus |
| 2020         | Home Movie: The Princess Bride                         | Westley                                    | Capítol: " Chapter Ten: To The Pain!"                          |
| 2020         | At Home with Amy Sedaris                               | Melisso Junkins                            | Capítol: "New Year's"                                          |
| 2021         | What If...?                                            | Scott Lang/Ant-Man (veu)                   | Capítol:"What If... Zombies?"; Convidat                        |
| 2021         | The Shrink Next Door                                   | Dr. Isaac Herschkopf                       | 8 capítols, productor executivo                                |
| 2022-present | Only Murders in the Building                           | Ben Glenroy                                | Capítol:"I Know Who Did It"; Convidat                          |